# St. Laurentius (Erlheim)
St. Laurentius, eine denkmalgeschützte römisch-katholische Filialkirche, befindet sich im Gemeindeteil Erlheim der Oberpfälzer Gemeinde Ursensollen im Landkreis Amberg-Sulzbach. Sie ist dem hl. Laurentius geweiht, und besitzt damit ein Patrozinium, das nach 955 seit der Ungarnschlacht auf dem Lechfeld beliebt wurde. Heute gehört die Kirche zur „Pfarreiengemeinschaft Hausen (Sankt Georg) und Hohenkemnath (Mariä Himmelfahrt)“.

## Geschichte
Die Ortskirche von Oerlhaim wurde bereits um 1010 erwähnt. Zuerst war dies eine Kaplanei von dem Haimhof, für die die Ettendorfer das Präsentationsrecht hatten. Das Besetzungsrecht ging ab dem 14. Jahrhundert auf die Landrichter von Amberg über. In den Matrikeln des Bistums Regensburg von 1438 wird hier ein Plebanus erwähnt; Erlheim muss demnach bereits eine eigene Pfarrei gewesen sein. Bis zur Reformationszeit entstanden in Erlheim zwei Meßbenefizien, ein Frühmess- und ein Laurentiusbenefizium. Als die Oberpfalz 1556 protestantisch wurde, wurde Erlheim eine Filiale von Allersburg, heute ein Ortsteil von Hohenburg, wurde aber der evangelischen Gemeinde von Kümmersbruck eingegliedert. 1590 wurde Erlheim wieder eine selbständige Pfarrei. Im Zuge der Gegenreformation wurde Erlheim wieder katholisch und wieder der Pfarrei Allersburg unterstellt, 1670 kam es zur Pfarrei Hausen und 1687 zur Pfarrei Hohenkemnath. Mit einem Schreiben vom 28. Februar 1763 wurde das Präsentationsrecht „aus besonderer landesherrlicher Gnade“ an Christian Floria von Frank, dem Besitzer der Hofmark Hohenkemnath übertragen. Der erste von ihm präsentierte Pfarrer war Georg Graf von Michelfeld.

## Baulichkeit
Die Kirche ist ein verputzter Massivbau mit einem Walmdach. Sie besitzt einen eingezogener Chor mit einem Fünfachtelschluss aus gotischer Zeit. Das Langhaus wurde in späterer Zeit erweitert. Die Kirche besitzt einen Dachreiter.
Ein Friedhof zur Kirche lässt sich urkundlich seit 1723 nachweisen, dürfte aber wesentlich älter sein. Bei Ausschachtungsarbeiten stieß man 1955 auf viele menschliche Gebeine, die auf einen älteren Friedhof nördlich des jetzigen schließen lassen. Erwähnenswert sind die gusseisernen Grabkreuze aus dem 19. Jahrhundert im Friedhof. Zwischen Erlheim und Zant führt der sogenannte „Totenweg“, der daraus hinweist, dass die Verstorbenen von Zant zum Begräbnis nach Erlheim gebracht wurden.
1888 musste die Kirche wegen Baufälligkeit geschlossen werde. Sie wurde im darauffolgenden Jahr instand gesetzt und neu benediziert. 1977 wurden der Glockenturm erneuert und eine Kupferbedachung angebracht. 1965 wurde durch den Maler Neunert aus Amberg eine Innenrenovierung durchgeführt. Die Kirche wurde 1991 umfassend saniert.

## Innenausstattung
Die barocke Einrichtung stammt von dem Amberger Meister Franz Joachim Schlott. Die Kirche hatte bis 1665 nur einen Altar. Um 1840 wurden zwei Nebenaltäre von der Amberger Pfarrkirche St. Martin erworben. Der rechte Seitenaltar ist dem hl. Josef und der linke der hl. Maria geweiht. 1862/1863 wurden die Altäre durch den Maler Meindl aus Pfreimd neu gefasst. Damals wurde auch ein Kreuzweg angeschafft.

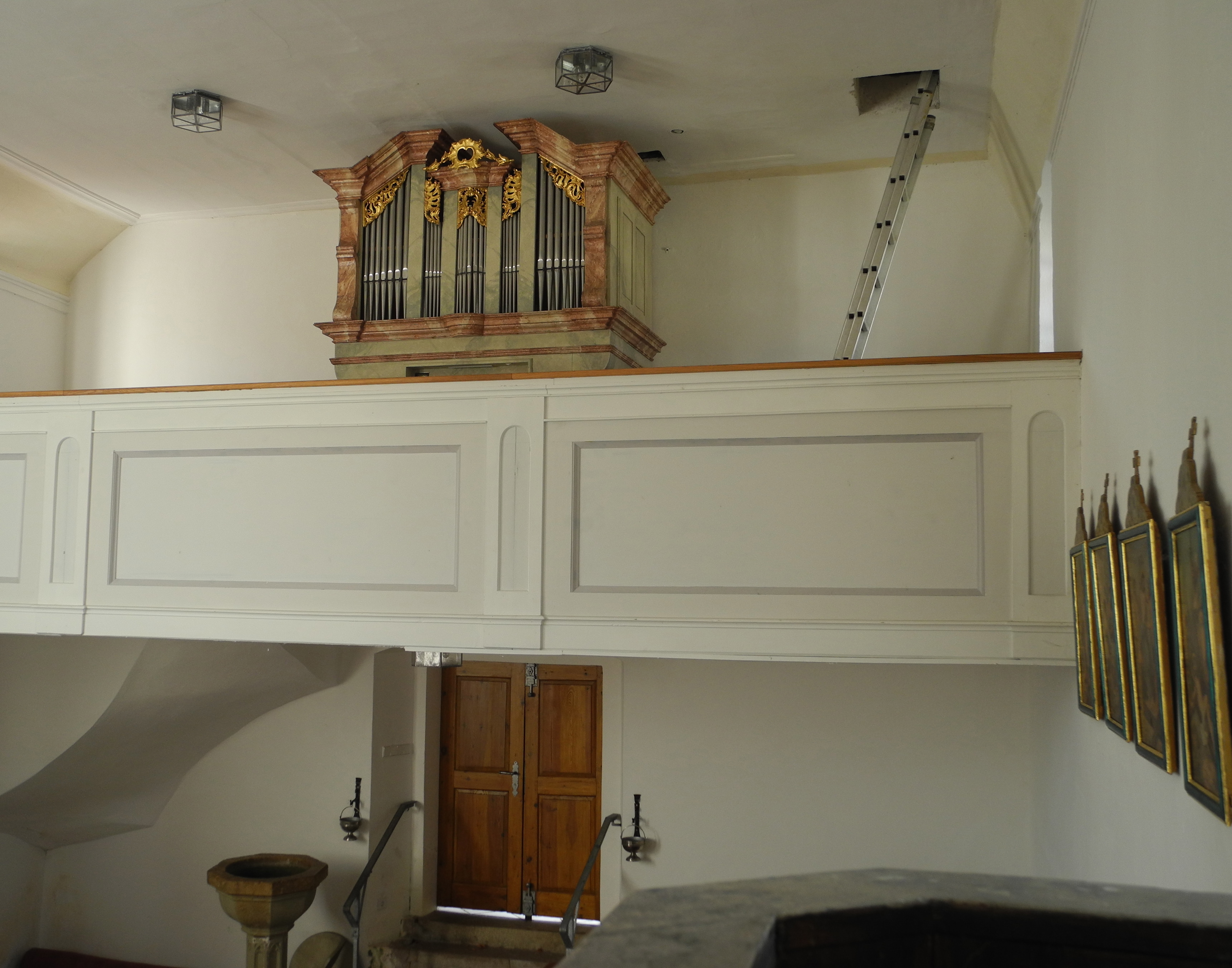
Orgel der St. Laurentiuskirche

## Orgel
Die ursprüngliche Orgel stammte aus dem Jahr 1770, erbaut vom Amberger Orgelbauer Johann Baptist Funtsch. Das Instrument (6/I/P) wurde durch einen Neubau der Orgelbaufirma Weise (7/I/P) ersetzt und im Oktober 1991 eingeweiht, das historische Orgelgehäuse blieb erhalten.